# 广平文昌阁
广平文昌阁，位于中国福建省大田县广平镇广平中学内，清光绪乙亥年（1875年）始建，占地面积198.83平方米。坐北朝南，平面长方形，宽18.41米，进深10.8米；立面三层，三重檐歇山顶，通高10.43米，各个立面呈现出层层内收的塔式结构，屋面重重叠叠，檐角飞扬；各处屋脊、檐板均饰有彩画等。2009年11月16日公布为第七批福建省文物保护单位。